# 保罗·勒鲁瓦
保罗·勒鲁瓦（法語：Paul Leroy，1884年1月13日—1949年4月9日），法国男子射箭运动员。他曾代表法国参加1920年夏季奥林匹克运动会射箭比赛，共获得二枚银牌和一枚铜牌。